# Lilltjärnen (Myssjö socken, Jämtland)
Lilltjärnen är en sjö i Bergs kommun i Jämtland och ingår i Ljungans huvudavrinningsområde.